# Oratorio del Santissimo Sacramento (Roma)
Santissimo Sacramento al Tritone ou Oratório do Santíssimo Sacramento no Tritão é um oratório de Roma, Itália, localizada no rione Trevi, na Piazza Poli, junto da via del Tritone. É dedicado ao Santíssimo Sacramento. Passou a ser conhecido também como Oratorio dell'Angelo Custode ou Oratório do Anjo da Guarda, uma referência ao "Anjo da Guarda", depois da demolição de Santi Angeli Custodi al Tritone, que ficava nas imediações.
É uma igreja anexa da paróquia de Santa Maria in Via.

## História e descrição
Esta igreja foi construída entre 1576 e 1596 pela Confraria do Santíssimo Sacramento da vizinha Santa Maria in Via. Foi restaurada por Carlo Rainaldi em 1681. Depois foi totalmente reconstruída em 1727. Quando a via del Tritone foi aberta, no século XIX, o edifício que ficava à direita da igreja, idêntico a outro à esquerda, foi demolido, arruinando a harmonia de todo o complexo.
O interior da igreja é composto por uma nave única, com afrescos do século XIX de Luigi Martinori, pintados durante a restauração conduzida por Tito Armellini entre 1865 e 1867. A peça-de-altar do altar-mor é uma pintura da "Sagrada Família" de Francesco Trevisani.

## Galeria

Imagens do oratório
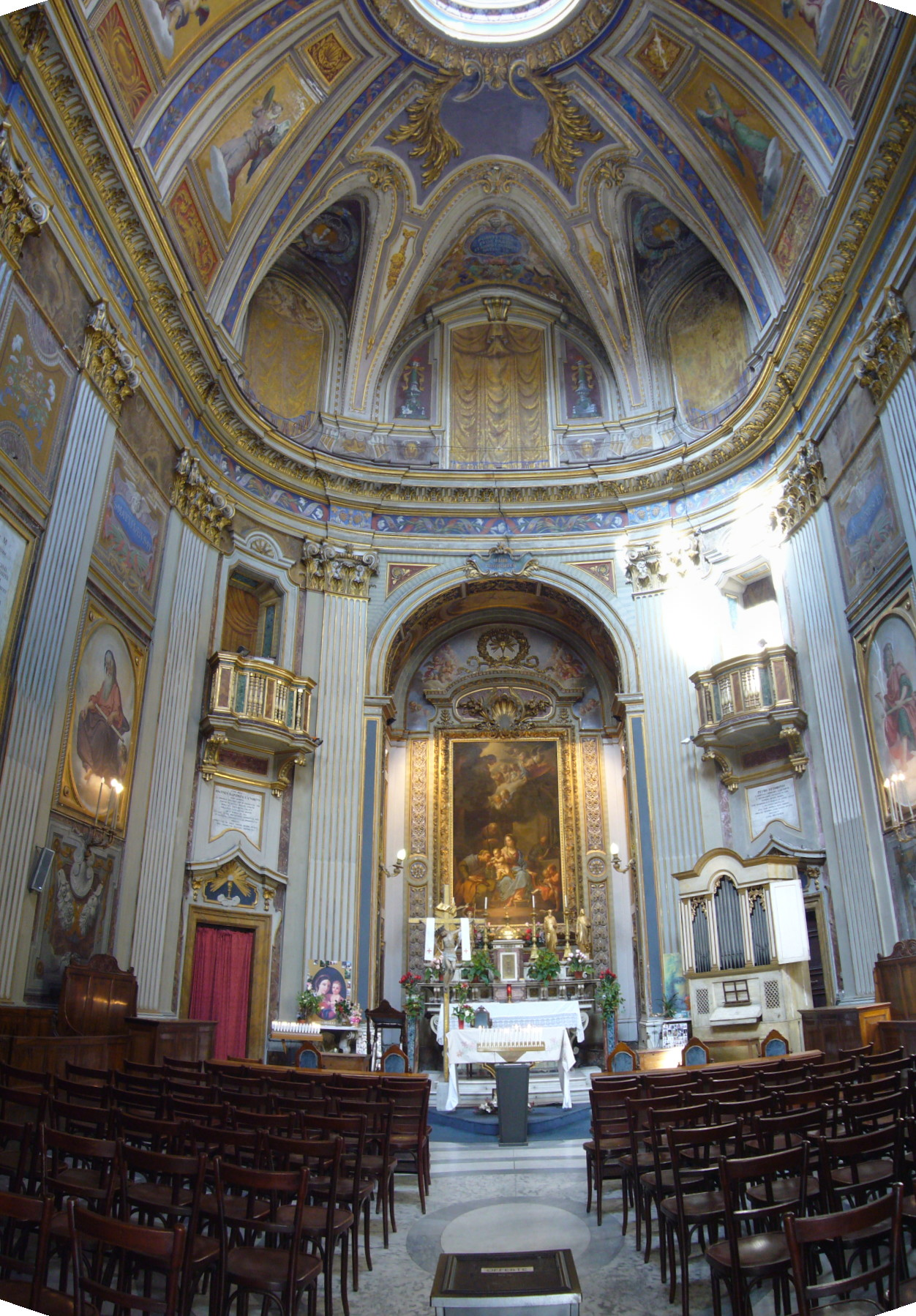
Vista do interior.
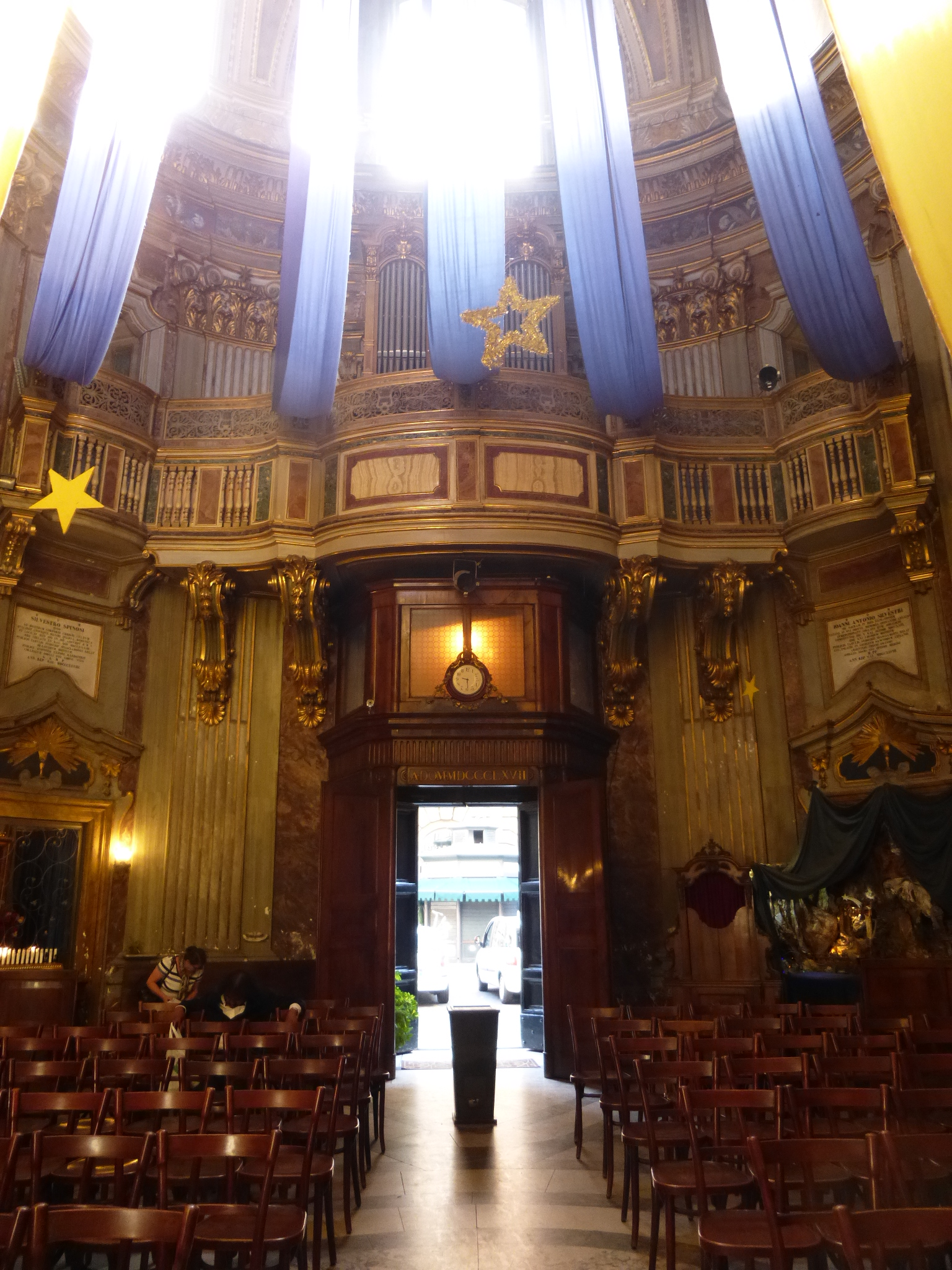
Contra-fachada.
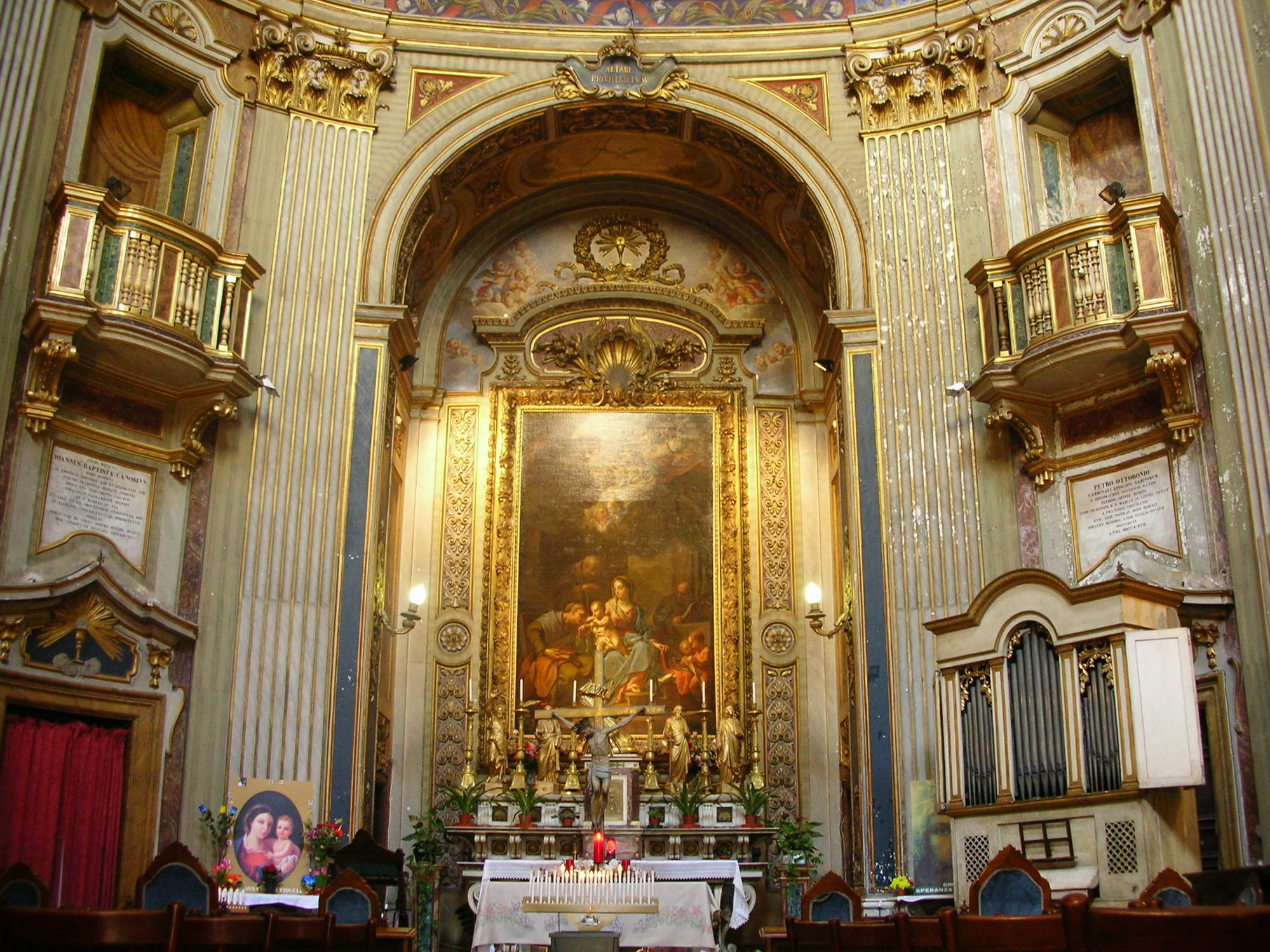
Altar-mor.
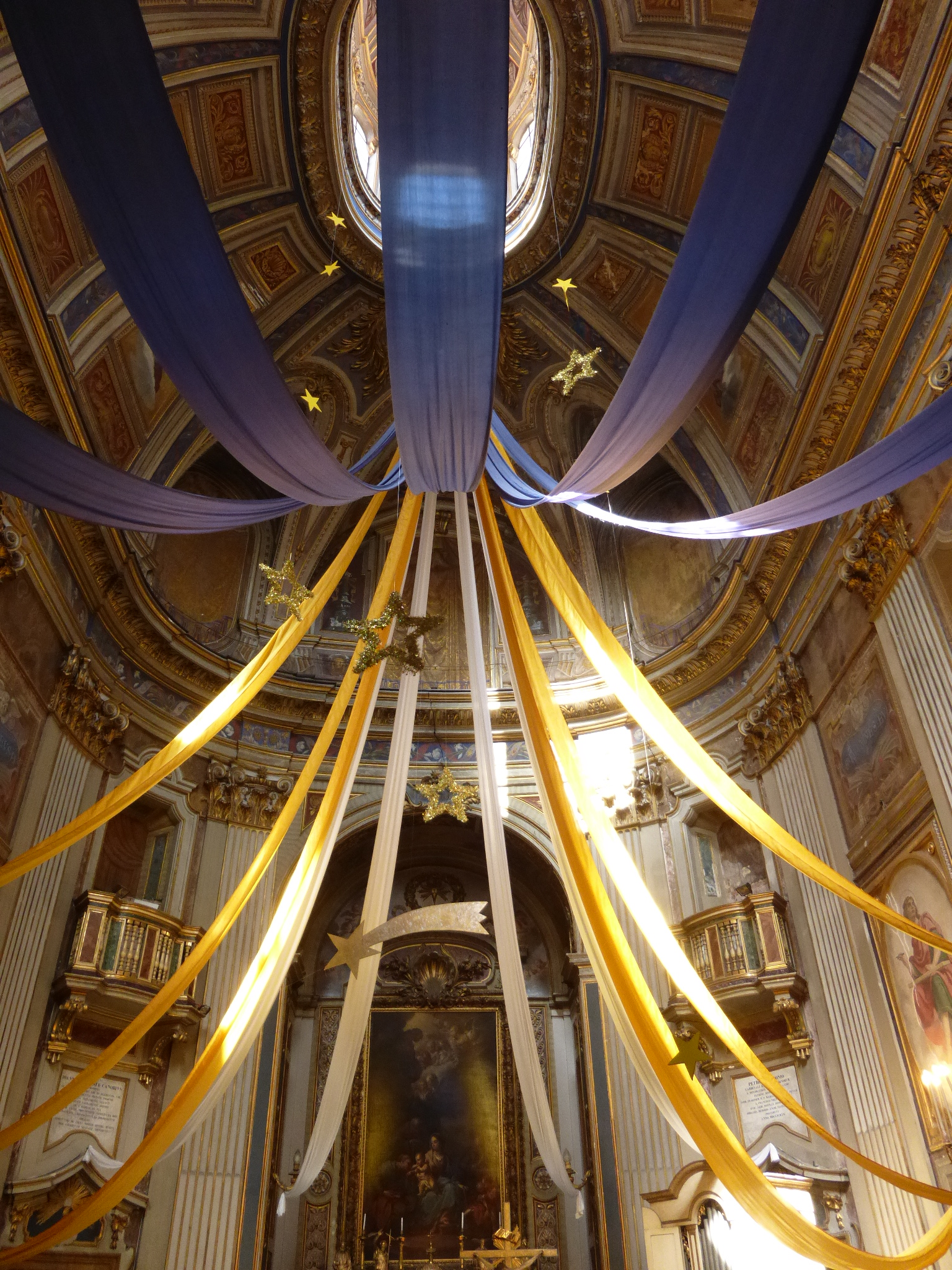
Vista do teto com o oratório decorado.
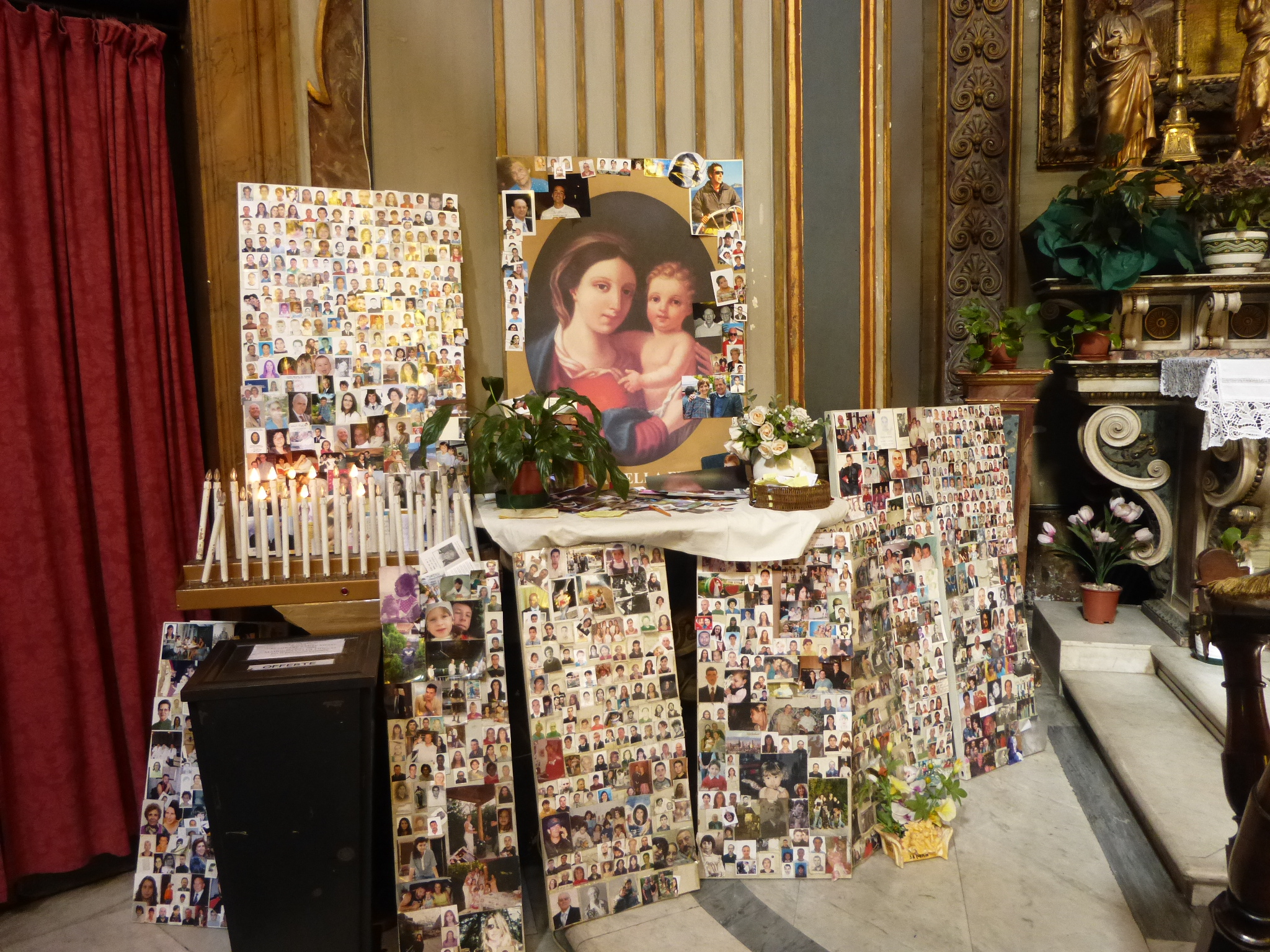
Madona e ex-votos